# El mundo de Juana Torres
El Mundo de Juana Torres es la única novela del escritor costarricense Carlos Luis Argüello. La novela, publicada en 1986, es, a fin de cuentas, una novela de iniciación y de aventuras, de crecimiento del personaje. Fue por algún tiempo lectura obligatoria en Costa Rica, para colegiales de trece a catorce años. Narrada con un corte de nostalgia y ternura.

## Argumento
El Protagonista escapa de su hogar con el sueño de convertirse en marinero, así que se dirige a Quepos, pero por falta de dinero, solo paga su pasaje hasta Orotina. Investiga la ruta y descubre que el viaje a Orotina le va a tomar de 3 a 4 días a pie a través de la montaña. Así que decide empezar el viaje al día siguiente con el fresco de la mañana. Es ahí donde conoce a Juan Fernandéz el cual lo convence de realizar el viaje juntos. Así que buscan donde dormir esa noche, pero durante la noche son interrogados por la autoridad de Orotina, por lo cual el protagonista inventa su primer nombre y un apellido.
Durante el camino a Quepos conocen en una pulpería a Don Agustín el cual los invita a comer y a beber. Luego los invita a su casa, por lo cual los tres emprenden camino juntos. Pero es Juan Fernandéz quien lo encamina a su casa porque Don Agustín se encuentra muy borracho. Miguel continúa el camino solo, hasta que es alcanzado por Juan, quien trae una actitud sospechosa. Antes de llegar a Parrita, ambos se separan. Juan le entrega dinero a Miguel, el cual le sirve para tomar el tren en Parrita hasta Quepos y sobrevivir su primer día.
En Quepos descubre que no es tan fácil embarcarse y que además existe hasta una lista de espera. Así que decide quedarse en Quepos y sobrevivir sacando Chuchecas y transportando equipaje a las personas que llegaban al muelle en lanchas. Pero su tranquilidad dura poco, porque un día descubre a su amigo Juan, esposado y golpeado en el muelle. Ya que Juan había asaltado a Don Agustín. Rápidamente decide escapar de Quepos, cuando escucha a la gente que andan buscando al cómplice del ladrón.
Así conoce Miguel a Juana Torres, al llegar a la bananera huyendo de un malentendido y acusado injustamente.  A Juana Torres le inventa una historia que él es huérfano y era explotado por su tía. 
Con ayuda de unos Ticos que conoce en la bananera y a quienes le contó la misma historia que le contó a Juana Torres, logra ser contratado como fumigador de banano.  Ahí es donde inventa su segundo apellido.
Con el tiempo conoce a Puerto Cortes, un nicaragüense con el cual entabla una fuerte amistad y es el quien lo lleva a pasear un día de pago a Parrita, donde conoce la amante de Puerto Cortes, la cual se desempeñaba como prostituta. 
Pero Puerto Cortes es otra la que desea. Él se siente atraído por la esposa de un jefe de cuadrillas, la cual es sumamente hermosa. Miguel descubre a Puerto Cortes silbándole a escondidas a ella para llamar su atención, por lo cual lo enfrenta y logra que él cuente que desde hace mucho anda tras ella.
Un día Puerto Cortes se presenta en el cuarto de Miguel en la madrugada y le pide que lo justifique con el jefe de cuadrillas que está enfermo.  Miguel se marcha a trabajar preocupado por su amigo, pero al finalizar el día descubre que se ha fugado con la esposa del jefe de cuadrillas. Dejando a Miguel sin sueño de viajar a Honduras.
Miguel un lunes despierta con escalofríos, pero no le toma importancia y se presenta a trabajar enfermo. Pasa la semana enfermo hasta que un día ya no puede levantarse de su cama, sus amigos preocupados lo revisan y descubre que sufre de Paludismo. Por lo cual Miguel pasa semanas en cama hasta recuperarse.
EL día que se siente totalmente recuperado se topa al jefe de la finca y decide decirle que ya se va a presentar a trabajar, a lo cual el jefe le comunica que está despedido. A lo que Miguel reacciona tristemente porque sabe que eso significa que debe abandonar la finca. Enojado porque siente que sus amigos no lo apoyan busca consuelo con Juana Torres, quien le pide que sea sincero con ella y le cuente quien es el en realidad. Después le aconseja que se marche de vuelta a su hogar con su familia.
Así termina el libro, con Miguel explicando a sus amigos de cuarto quien era el en realidad y que regresará a su casa.

## Personajes
Personaje principal: 
- Miguel Arias González: adolescente de 16 años, orgulloso, delgado, debilucho, trabajador, carente de identidad, ya que él se inventa su nombre, el verdadero nunca se nombra y solo se lo revela a Juana Torres.

Personajes secundarios:
- Juan Fernández: Se encuentran a Miguel en el camino a Parrita  y es el quien golpea a Don Agustín.  Más tarde es capturado por la policía.

- Aníbal: Es el compañero de trabajo, quien le ayuda a colocarse en la finca y quien se mantiene siempre a su lado. Es también compañero de litera.

- Puerto Cortés: amigo que lo acompaña a la primera salida a Parrita, bebedor,  mujeriego, aunque mantiene una relación sentimental con una prostituta. También es quien comparte su sueño de volver a Honduras con Miguel.

- Juana Torres: negra, encargada de la comida de un grupo de trabajadores de la bananera, fumadora, callada, triste, melancólica y madre de dos hijos. Al final es quien le da consejos a Miguel para que vuelva a su casa.

- Eduardo: compañero de trabajo y de cuarto, va con Miguel al viaje a Quepos.

- Mario: compañero de trabajo y de cuarto, también va al viaje a Quepos.